# PTZ-89自行反坦克炮
PTZ-89自行反坦克炮也称为89式120毫米自行反坦克炮（产品项目代号“WA320”）是中国人民解放军装备的一種履带式自行反坦克炮，是世界上第一种进入现役的120毫米口径高膛压自行反坦克炮。89式自行反坦克炮凭借具有更好的穿甲表现与88式坦克（装备105毫米口径线膛炮）几乎同时开始列装解放军部队。产量總計約230輛左右。1999年10月89式自行反坦克炮参加了中华人民共和国国庆五十周年阅兵式。
PTZ-89主要配屬於中国人民解放军陆军機械化師的自行火炮團，以营为单位提供火力支援作为反裝甲火力使用，弥补88式坦克上的105毫米坦克炮的火力不足。与西方国家研制的用于装备快速反应部队提供直射支援火力的自行反坦克炮用途迥异。在装备125毫米口径坦克炮的第三代坦克（ZTZ-99主战坦克）列装前，作为主战坦克火力的补充。在装备125毫米口径坦克炮的坦克列装大量使用後，此車退於二線角色。解放军装备的89式自行反坦克炮已从2015年起退出现役。

## 背景
1967年中国展开了第二代主战坦克的战技指标论证。不久作为二代坦克的主要武器，120毫米口径滑膛炮也展开了论证和研制工作。因当时技术水平的限制，火炮系统的开发被搁置。1969年“珍宝岛事件”后，中国意识到了反坦克武器与苏联装甲力量之间存在的巨大差距，并随即在1970年代展开了大规模的反坦克武器研发工作，120毫米口径高膛压的坦克炮和反坦克炮就是其中的重点之一，即“两炮研制工程”。 

## 研制历史
1977年五机部與十幾個相關單位展開120mm口径高膛压滑膛炮的初步論證，並在1978年4月“784”会议下达研制任务，隨即完成三門用于測試的弹道试验炮，並於1979年2月19日完成首度試射。1981年完成120mm坦克炮样炮设计，为实现高膛压确定了长身管、大药室、身管自紧等技术特征。但是当时随着军队的调整，与之配套的新一代坦克项目下马（最终定型的国产二代坦克装备了引进外国技术的105mm线膛坦克炮）该炮研制濒临中断。在1970年代末西方開始與中国接觸之後，西德豹2型坦克装备的萊茵金屬公司Rh-120-44型120mm 44倍口徑滑膛砲無疑是同時期最先進、最具威力的坦克炮，更是中国為了对抗蘇聯裝甲部隊而夢寐以求的裝備，但最终引进意向没有实现。与此同时，参考苏制火炮，自製125mm口径坦克炮（配合自动装弹机）已有初步成果，后来被指定為三代主戰坦克采用。
在这种情况下，为保住科研成果也为寻找出路（鉴于同步研制的120毫米反坦克炮进展迟缓），研制工厂自行将120毫米坦克炮配以密閉式砲塔装在83式自行加榴炮底盘上，进行了120毫米坦克炮的定型试验，首輛原型車於1984年完成。將此120mm炮经过加长身管、增加后坐距离的修改轉為反裝甲用。
1985年在靶场进行射击表演，由于效果很好，1986年120毫米自行反坦克炮列为国家"七五计划"重点项目，1987年开始定型试验，1988年到1989年小批量生产并装备部队试用。1990年军工产品定型委员会批准这种自行反坦克炮设计定型，命名为“PTZ-89自行反坦克炮”。

## 设计
89式120毫米自行反坦克炮，采用了继73式100mm滑膛反坦克炮来，自行研发的第2代国产120mm52倍口径长身管滑膛炮，穿甲力略强于同期莱茵金属公司的Rh-120/44滑膛炮，但技术上全面老旧。因身管自紧及双基发射药技术的欠缺，膛压定于400MPa低于Rh-120的580MPa，药室容积16升远大于Rh-120的9.8升。导致火炮偏重，身管寿命不足，弹药和装弹机较大，不像Rh-120仍有潜力可挖并在后来的改良中全面胜出；因此没有大批量生产，而是作为国内自主技术的一次尝试，并应用于下一代125mm滑膛炮的研发中。配合密閉式砲塔與WZ321型履带式車體（动力舱前置）結合而成89式120毫米自行反坦克炮。
总体设计思想中将突出火力、提高火炮穿甲威力放在第一位，配用的120mm尾翼穩定脫殼穿甲彈(APFSDS)可穿透2000m外的68度倾角的681靶板。底盘来自83式自行加榴炮改进而来的321型履带式底盘，故机动性能不及坦克。防护要求能防御榴弹破片和轻武器的射击。砲塔內設有尾舱供弹半自動装填机构，采用整装式弹药，最大射速約5發/30秒。炮塔外型比较高大，推断是因装弹机体积所造成的，也为火炮拥有一定的射击俯角而给炮尾预留出空间。配备扰动式简易火控系统，具有微光夜视夜瞄与夜间行驶能力。
在战术使用上，主要是依托预设阵地或利用地形地物掩护，隐蔽待敌，对运动中敌坦克作战可先发制敌。

## 相比坦克的差異
89式120毫米自行反坦克使用履帶式底盘，外型與一般坦克相似，但是與主戰坦克有较大差異。反坦克炮的戰術和應用於第二次世界大戰達到高鋒，其本質戰術思想在於利用相對廉價的反坦克炮，擊毀敵軍高價值的坦克，達成戰術優勢，所以反坦克炮本質是一種防禦武器，必須依託陣地防禦工事彌補裝甲薄弱，依託以逸待勞的防守位置彌補機動力不足。方能發揮其主砲威力大於坦克的優勢與之相抗衡。
原本其定位于坦克歼击车。但1989年厂方将其定名为自行反坦克炮，在1999年中华人民共和国国庆阅兵中，亦被称为自行滑膛炮，且位于自行榴弹炮方队之后与自行加榴炮方队之前。源自未获足够的国家支持而由厂方自行研制，遂采用较成熟的WZ 321履带式自行火炮通用底盘，而未采用88式坦克底盘重新研制，与传统的采用坦克底盘以便与坦克一同行进并简化维修的坦克歼击车仍有差异，尽管厂方仍希望能受军方青睐以便将来采用88式坦克底盘并因此预留了坦克歼击车名称。按照现在的定名方式，实际属于坦克歼击车。
89式自行反坦克炮其120毫米火炮藥室較大裝藥量也較大，身管長度也達52倍口徑，所以穿甲力较強。並沒有行進間射擊能力和較高端的射控系統。防護裝甲也和一般裝甲車差不多，防护性能较薄弱。整體造價相对于主战坦克廉价得多。與21世紀後國際流行的輪式裝甲車火砲有類似戰鬥性能，唯其履帶平台機動力較差，對防禦阵地的依賴更大。在工程上89式提供解放軍軍工單位保存120mm滑膛砲技術的機會，並提供異於俄系砲的經驗，在工程上仍有貢獻性的價值。
因其采用负重能力高的履带式底盘，得以安装和无需支撑便可直接使用120mm重型反坦克炮（部分样车甚至安装的是当时少量进口的Rh-120/44滑膛炮），战斗性能远超21世紀後國際流行的輪式裝甲車火砲。原计划与使用105mm线膛炮的88式主战坦克（99年阅兵中称为中型坦克）混编，不依赖防御阵地与坦克协同使用。后因96、99式主战坦克的125mm火炮威力已超过120mm滑膛炮，88式坦克搭配89式自行反坦克炮混编已显过时，所以未有大批量生产（总产量“仅”230辆），也未有进一步改用88式坦克底盘或升级自动平衡机及激光瞄准具等高端设备，新设备被优先供应96、99式坦克。